# Elói Zorzetto
Elói Francisco Zorzetto, meglio conosciuto come Elói Zorzetto (Veranópolis, 28 maggio 1959), è un giornalista, conduttore televisivo e conduttore radiofonico brasiliano.
È presentatore e redattore capo del telegiornale RBS Notícias su RBS TV, affiliata a TV Globo nel Rio Grande do Sul.

## Biografia
Si è laureato in giornalismo nel 1984 all'Universidade do Vale do Rio dos Sinos, dopo aver abbandonato la Facoltà di Giurisprudenza. Nel 1980 si è iscritto a un corso per giornalisti. 
Ha iniziato a lavorare alla RBS nel 1978, presentando Jornal do Almoço. Dal 1978 è stato presentatore di sport a Jornal do Almoço con Celestino Valenzuela e fino al 1988 ha lavorato a Rádio Gaúcha FM, che nel 1981 è diventata Atlântida FM. Dal 1988 conduce quotidianamente RBS Notícias. Oltre a Jornal do Almoço e RBS Notícias, Zorzetto ha presentato Bom Dia Rio Grande e  Jornal da RBS.
Oltre che per la televisione, Zorzetto ha lavorato a Rádio Gaúcha FM e AM, due emittenti del Grupo RBS.
È stato premiato con il Jayme Sirotsky Award per il giornalismo e l'intrattenimento e per i suoi servizi televisivi.